# Rzeki bliźniacze
Rzeki bliźniacze – dwie duże rzeki o podobnej wielkości, płynące równolegle, łączące się ze sobą przed ujściem. Przykładem rzek bliźniaczych są rzeki Tygrys i Eufrat.